# Pål Jacobsen
Pour les articles homonymes, voir Jacobsen.
Pål Jacobsen, né le 20 mai 1956 à Molde (Norvège), est un footballeur norvégien, qui évoluait au poste d'attaquant au Vålerenga et en équipe de Norvège.
Jacobsen a marqué treize buts lors de ses quarante-deux sélections avec l'équipe de Norvège entre 1975 et 1986. 

## Carrière
- 1973-1980 : Ham-Kam
- 1981-1984 : Vålerenga
- 1985-1987 : Ham-Kam

## Palmarès

### En équipe nationale
- 42 sélections et 13 buts avec l'équipe de Norvège entre 1975 et 1986.

### Avec Vålerenga
- Vainqueur du Championnat de Norvège de football en 1981, 1983 et 1984.